# Воскоїд малазійський
Воскоїд малазійський (Indicator archipelagicus) — вид дятлоподібних птахів родини воскоїдових (Indicatoridae).

## Поширення
Вид поширений на півдні Таїланду, континентальній Малайзії, на Суматрі і Калімантані. Живе в низовинних широколистяних лісах.

## Опис
Птах завдовжки до 18 см. Верхня частина тіла оливково-коричнева, нижня — сірувато-біла. У самців на плечі є жовта смуга. Дзьоб сірий, райдужина червонувата.